# Inhaca
Inhaca nebo také KaNyaka je ostrov mezi Indickým oceánem a Maputským zálivem, který patří Mosambiku. Leží poblíž špice protáhlého poloostrova Machangulo, od něhož je oddělen průlivem Hell’s Gate. Nachází se 35 km východně od hlavního města Maputa a tvoří jeden z jeho správních obvodů. Má rozlohu 52 km² a žije na něm přibližně 5 200 obyvatel. Většina populace žije v městečku Inhaca na severozápadním pobřeží ostrova. Nejvyšší vrchol dosahuje 104 m nad mořem.
Ostrov je pojmenován podle vládce domorodého etnika Rongů. V šestnáctém století vznikla na sousedním ostrově Ilha dos Portugueses stanice pro obchodování s africkou pevninou. V letech 1823 až 1875 ostrov patřil Britům, pak ho získali Portugalci a od roku 1975 je součástí nezávislého Mosambiku. Místní ekonomika je založena na rybolovu, zemědělství a turistice. Na ostrově se nachází letiště Inhaca a zajíždí sem trajekt z Maputa. Hlavní pamětihodností je maják z roku 1894.
Inhaca má subtropické podnebí. Pobřeží je lemováno korálovými útesy, nacházejí se zde magrovové bažiny. Vegetaci tvoří převážně darmota, fíkovník, klausena, thespesie, myrhovník, euclea a olivovník. V okolním moři žije kareta obecná, dugong indický, keporkak, delfín Ehrenbergův, žralok obrovský, makrela královská, manta obrovská, kranas velký, kanic tukula a hadař mozambický. Je zde možno pozorovat více než 300 druhů ptáků, k nimž patří pelikán africký, orlík jižní, pobřežník černobílý, strdimil černobřichý a ledňáček pobřežní. Pro značný biologický význam ostrova zde Univerzita Eduarda Mondlaneho provozuje výzkumnou stanici. 